# Le Bourg-d'Hem
Le Bourg-d’Hem là một xã thuộc tỉnh Creuse trong vùng Nouvelle-Aquitaine miền trung nước Pháp. Xã này nằm ở khu vực có độ cao từ 235-445 mét trên mực nước biển.

## Địa lý
Thị trấn có cự ly khoảng 9 dặm (14 km) về phía bắc của Guéret tại giao lộ các tuyến đường D15, D33, D56 và tuyến đường D48. Sông Creuse chảy qua xã và bị ngăn đập ở gần Guémontet.

## Dân số
| 1962                                                        | 1968 | 1975 | 1982 | 1990 | 1999 | 2005 |
| ----------------------------------------------------------- | ---- | ---- | ---- | ---- | ---- | ---- |
| 321                                                         | 361  | 294  | 290  | 278  | 235  | 237  |
| Số liệu điều tra dân số từ năm 1962 Dân số chỉ tính một lần |      |      |      |      |      |      |

## Địa điểm nổi bật
- Lâu đài Villebaston, từ thế kỷ 12.
- Nhà thờ thế kỷ 12 St.Julien.

## Nhân vật
- Marc Bloch, nhà lịch sử Pháp.